# 九州フジパン
株式会社九州フジパン（きゅうしゅうフジパン）は、福岡県糟屋郡新宮町に本社を置いている製パンメーカー。フジパングループの関連会社として主に九州地方においてフジパンの製品を製造販売している会社である。1986年に設立。

## 事業所
- 福岡工場：福岡県糟屋郡新宮町上府840
- 熊本工場：熊本県宇城市松橋町竹崎1935-2
- 長崎工場：長崎県諫早市多良見町囲339